# Tersomia
Tersomia is een geslacht van Phasmatodea uit de familie Pseudophasmatidae. De wetenschappelijke naam van dit geslacht is voor het eerst geldig gepubliceerd in 1904 door William Forsell Kirby.

## Soorten
Het geslacht Tersomia is monotypisch en omvat slechts de volgende soort:
- Tersomia brasiliensis Kirby, 1904